# ホーエ・タウエルン国立公園
ホーエ・タウエルン国立公園（ドイツ語: Nationalpark Hohe Tauern）は、オーストリアの国立公園。中央ヨーロッパで最大の国立公園とされ、グロースグロックナー山を中心としてザルツブルク州、ケルンテン州、チロル州の東チロルにまたがる領域が指定されている。
国立公園に指定するための運動は20世紀初頭よりあったが、1950年ごろに本格化、1971年に3州の知事らによる合意がなされた。
総面積1,787平方キロメートルで、域内には高山、氷河や滝などの地形、そして多様な動植物が見られる。総延長1,200キロメートルのハイキングコースと山小屋などの施設が整備されている。氷河はロープウェイで行くこともできる。公園を縦断する「グロースグロックナー高地アルプス道路」(ドイツ語: Großglockner Hochalpenstraße) は1930年 - 1935年に工事が行われた道路であり名所のひとつであるが、工事期間中には死亡事故も発生した。